# Lawrence Trevor Picachy
 Lawrence Trevor Picachy S.J.  (født 7. august 1916 i Darjeeling i Britisk Indien, død 29. november 1992 i Kolkata (tidligere Calcutta)) var en af Den katolske kirkes kardinaler, og var ærkebiskop af Kolkata 1969-1986.
Han deltog i Det andet Vatikankoncil 1962-1965.
Han blev kreeret til kardinal i 1976 af pave Pave Paul 6..
Han deltog i konklavet august 1978 som valgte pave Pave Johannes Paul 1., og konklavet oktober 1978 som valgte pave Johannes Paul II.